# DEL2
DEL2 (niem. Deutsche Eishockey Liga 2, pol. Niemiecka Hokejowa Liga 2) – druga klasa rozgrywkowa hokeja na lodzie w Niemczech.
W latach 1973–2013 drugą ligę niemiecką stanowiła 2. Bundesliga. Po sezonie 2012/2013 w wyniku kompromisu związków ESBG i DEB powstała liga DEL2 jako zaplecze rozgrywek Deutsche Eishockey Liga (DEL). Umowa przewiduje, że do 2018 ligą zarządzać będzie Eishockeyspielbetriebs-Gesellschaft (ESBG). Ustalono, że w pierwszym sezonie 2013/2014 rozgrywki skupią 12 uczestników, a w edycji 2014/2015 będą liczyć 14 drużyn. Pierwszym mistrzem DEL2 w 2014 został zespół Fischtown Pinguins Bremerhaven.
Przed sezonem 2021/2022 aktualny mistrz DEL2 Bietigheim Steelers został przyjęty do DEL, a do DEL2 przyjęto Selber Wölfe.

## Triumfatorzy
| Sezon     | Mistrzostwo                    | Finalista                      | Sezon zasadniczy               |
| --------- | ------------------------------ | ------------------------------ | ------------------------------ |
| 2013/2014 | Fischtown Pinguins Bremerhaven | SC Bietigheim-Bissingen        | Fischtown Pinguins Bremerhaven |
| 2014/2015 | SC Bietigheim-Bissingen        | Fischtown Pinguins Bremerhaven | SC Bietigheim-Bissingen        |
| 2015/2016 | Kassel Huskies                 | SC Bietigheim-Bissingen        | SC Bietigheim-Bissingen        |
| 2016/2017 | Löwen Frankfurt                | SC Bietigheim-Bissingen        | SC Bietigheim-Bissingen        |
| 2017/2018 | SC Bietigheim-Bissingen        | SC Riessersee                  | SC Riessersee                  |
| 2018/2019 | Ravensburg Towerstars          | Löwen Frankfurt                | Löwen Frankfurt                |
| 2019/2020 | nieukończony                   | nieukończony                   | Löwen Frankfurt                |
| 2020/2021 | Bietigheim Steelers            | Kassel Huskies                 | Kassel Huskies                 |
| 2021/2022 | Löwen Frankfurt                | Ravensburg Towerstars          | Löwen Frankfurt                |

## Uczestnicy
| Sezon 2013/2014 - EC Bad Nauheim - SC Bietigheim-Bissingen - Dresdner Eislöwen - Eispiraten Crimmitschau - Fischtown Pinguins Bremerhaven - Heilbronner Falken - ESV Kaufbeuren - EV Landshut - Lausitzer Füchse - Ravensburg Towerstars - SC Riessersee - Starbulls Rosenheim |  | Sezon 2014/2015 - EC Bad Nauheim - SC Bietigheim-Bissingen - Dresdner Eislöwen - Eispiraten Crimmitschau - Fischtown Pinguins Bremerhaven - Heilbronner Falken - Kassel Huskies - ESV Kaufbeuren - EV Landshut - Löwen Frankfurt - Lausitzer Füchse - Ravensburg Towerstars - SC Riessersee - Starbulls Rosenheim |  | Sezon 2015/2016 - EC Bad Nauheim - SC Bietigheim-Bissingen - Dresdner Eislöwen - Eispiraten Crimmitschau - Fischtown Pinguins Bremerhaven - EHC Freiburg - Heilbronner Falken - Kassel Huskies - ESV Kaufbeuren - Löwen Frankfurt - Lausitzer Füchse - Ravensburg Towerstars - SC Riessersee - Starbulls Rosenheim |  | Sezon 2016/2017 - EC Bad Nauheim - EHC Bayreuth - SC Bietigheim-Bissingen - Dresdner Eislöwen - Eispiraten Crimmitschau - EHC Freiburg - Heilbronner Falken - Kassel Huskies - ESV Kaufbeuren - Löwen Frankfurt - Lausitzer Füchse - Ravensburg Towerstars - SC Riessersee - Starbulls Rosenheim |